# 婚姻の無効
婚姻の無効（こんいんのむこう、英語: void marriage）とは、婚姻が成立当初から効力を有しないことをいう。したがって、婚姻関係が事後的な事情によって将来に向かって解消される離婚や婚姻の取消しなどとは異なる。

## 婚姻の無効の法的基礎付け
婚姻が無効として扱われる法的な原因（婚姻の無効原因）にいかなる場合を含めるかについては各国の法体系によって大きく異なっている。一般的には以下のような理由が挙げられることが多いが、これらの場合について婚姻の無効原因には含めず婚姻の取消原因に含めて婚姻の取消しの問題として扱う国もある。
- 配偶者が結婚時にすでに別人と結婚している場合（重婚）。
- 配偶者が幼すぎる場合、また幼いに関わらず保護者のゆるしなく婚姻しようとした場合。
- 配偶者が結婚時にアルコール中毒や薬物中毒である場合。
- 配偶者が結婚時に精神的な理由により不能である場合。
- 結婚が強制的にあるいは偽証にもとづいて行われた場合。
- 配偶者に「結婚の能力」がない場合（すなわち肉体的に性的不能である場合）。
- 婚姻の当事者たちが法律によって結婚できない関係にある場合（近親婚など）。

## 日本における婚姻の無効
日本においては民法742条に婚姻の無効についての規定がある。日本の民法では婚姻の取消しと婚姻の無効は法律上の原因や効果などの点で異なる概念であり、前者の婚姻の取消しの場合には一応は有効ではあるが一定の瑕疵（婚姻の取消原因）がある婚姻について取消権者が取り消すことで将来に向かってその効力を失わせる（民法748条）ものであるのに対し、婚姻の無効は民法742条に定められる婚姻の無効原因があるため最初から婚姻が成立せず婚姻の効力を生じなかったものとして扱われるものである点で両者は異なる。

### 婚姻の無効原因
1. 婚姻の当事者間に婚姻意思がないとき（民法742条1号）
  - 日本国憲法第24条第1項は「婚姻は、両性の合意のみに基いて成立し、夫婦が同等の権利を有することを基本として、相互の協力により、維持されなければならない」とし、婚姻は「両性の合意」を基礎とすることを明らかにしている。
  - 通説・判例[1]は民法742条1号の「当事者間に婚姻をする意思がないとき」とは、当事者間に真に社会観念上夫婦であると認められる関係の設定を欲する効果意思を有しない場合を指す（実質的意思説）としており、単に婚姻の届出自体について当事者間に意思の合致があって一応、所論法律上の夫婦という身分関係を設定する意思があるのみでは婚姻は無効となる。例えば、非嫡出子と嫡出子に相続格差があった時代において便宜的に婚姻生活を継続するつもりは無いのに、男女間で生まれた非嫡出子を準正により嫡出子とする目的で婚姻することは無効とされており、これに反して婚姻届を提出した場合、後に他の相続人から相続関係をめぐり婚姻無効を理由とした訴訟を提起することも認められる[2]。これに対し、日本の裁判所は比較的養子縁組については相続目的でも緩やかに認める傾向はある。
  - 以上の民法上の規定から、どちらか一方に結婚する意思がない場合は無効であり、内縁の関係であっても、相手の同意なしに婚姻届を出したとしても無効とされる（ただし、後述の「無効な婚姻と追認」も参照のこと）。
  - 婚姻届が受理された時点で当事者の一方が意識を失っていたとしても、婚姻届作成時に婚姻意思を有していたときは、その受理前に翻意したなど特段の事情のないかぎり、婚姻は有効に成立するものとされる（最判昭和44年4月3日民集23巻4号709頁）。
2. 婚姻の届出をしないとき（民法742条2号本文）
婚姻しようとする者は、戸籍法等で定められる事項を婚姻届に記載して、その旨を届け出なければならない（戸籍法第74条）。ただし、婚姻の届出が739条2項[3]に掲げる条件を欠くだけであるときは、婚姻はその効力を妨げられることはない（民法742条2号但書）。

### 婚姻の無効に関する手続
- 婚姻の無効は婚姻無効の訴えや婚姻無効の確認を目的とする訴えなどによってなされる（人事訴訟法参照）。
- 人事訴訟の確定判決は、確定判決等の効力が及ぶ者の範囲について規定した民事訴訟法115条1項の規定にかかわらず、第三者に対しても効力を有するものとされる（人事訴訟法24条1項）。
- 婚姻無効の確認の訴えの原告適格の問題につき、最高裁判所は当事者以外の第三者もその利益がある限り無効の確認を求めうるとしている[4]。

### 無効な婚姻と追認
婚姻の無効原因が存在する場合には婚姻は成立しない。ただ、内縁の当事者の一方が他方の当事者の意思に基づかないで婚姻の届出をなした場合、通説・判例は夫婦としての実質的生活関係が存在し、かつ、後に他方の当事者が届出の事実を知ってこれを追認したときには婚姻届出の意思が補完され、婚姻は追認によって届出の時から有効なものとなると解している（最判昭和47年7月25日民集26巻6号1263頁）。

### 統一教会の合同結婚式をめぐる婚姻無効訴訟
統一教会（統一協会、世界基督教統一神霊協会）における「合同結婚式」は教祖である文鮮明が夫婦となるカップルを組み合わせるものであるが、式に参加し、結婚した後に離教した多数の元信者が婚姻の解消を求める訴訟を起こした。統一教会は信者が心変わりするのを防ぐため、反対する親族によって信者が連れ去られた場合、法的に夫や妻であることで、人身保護請求をしやすくするため、また、信者（特に女性）が海外の宣教に行く際に、「長期ビザ」が取得しやすくするなどの理由から、まだ実際に同居生活を始める前から信者に法的結婚を指示することが多い。
これまで多くの婚姻の無効を求める訴訟が起こされたが、離教した元信者の「婚姻の意思の不在」などを理由に、そのほとんどが認められている。1996年4月25日の最高裁で婚姻の無効を認めた下級審での判決が初めて確定した。2005年3月1日現在、元信者による婚姻の無効の確認を求める裁判において、約50件程がその主張通り認められている。

## カトリック教会における婚姻の無効
カトリック教会では、伝統的に信徒の婚姻関係は、主イエス・キリストの前で結ぶ秘跡そのものであり、（旧約聖書の「創世記」にあるように）神の前で「男女が一体になる」ものとしている。したがって、それを取り消すこと（離婚）は出来ないとみなしている。
しかし、特別な場合に限っては「婚姻の無効」が認められることがある。離婚が「結婚が成立した上でその関係を解消する」とは異なり、婚姻の無効は「結婚成立の時点へさかのぼってその是非を問う」ものである。婚姻の無効を実質的な離婚の手段として使用することは、カトリック教会における本来の意図から離れたものであるため、「婚姻の無効」は簡単には認められない。
教会法1629条には「このような理由により、カトリック教会は教会裁判所による厳密な審査のあとで婚姻の無効（婚姻関係そのものが成立していなかったということ）」を判断することができる。カトリック教会のカテキズムの解釈では「婚姻の無効が成立した二人は、自由に結婚することができる。」とある。また、教会法1137条は婚姻の無効が成立した場合でもその子供は正式な婚姻の下に生まれたものとして認められるとしている。
カトリック教会においての婚姻の無効の認定は、法的な離婚とは別種のものである。とはいっても教会が婚姻の無効を認めるほどのケースであれば、法的にも離婚が成立し、事実上離婚している場合がほとんどである。

## ニューヨーク州における婚姻の無効
アメリカ合衆国、ニューヨーク州においても婚姻の無効が認められるが、その理由はほとんどが婚姻における偽証である。ここでの「偽証」とは被告が原告に対し、結婚を目的に意図的な偽証をすることを指している。そして偽証は本質的な部分に関わるものであり、被告の偽りの証言によって原告が結婚を決意したこと認められることが必要である。結婚に先立って行われた「偽証」および結婚後のその偽証が明らかになったということの証明として（たとえ被告が自ら認めた場合であっても）証人や客観的な証拠が必要となる。婚姻の無効の訴えが認められるのは婚姻の日時から数えてではなく、婚姻における偽証が明らかになってからの三年間までである。ニューヨーク州において、婚姻の無効が認められるその他の条件として以下のようなものが挙げられる。
- 婚姻の未完成（夫婦間での性交渉がないこと）
- 別居状態
- 結婚後1年以内
- お互いの了解
- 重婚

最近の風潮として、離婚した芸能人や有名人が自らの経歴に離婚歴を残さないために「婚姻の無効」を申請する例がある（2004年にブリトニー・スピアーズが申請、2005年にはレニー・ゼルウィガーも申請したといわれる）。

## 歴史における婚姻の無効の例
歴史上でもいくつかの婚姻の無効をめぐる有名なケースが知られている。例えば、15世紀のフランス王ルイ12世は、ルイ11世の娘ジャンヌと結婚していたが、ジャンヌの弟シャルル8世が男系後継者なしで死亡したことで王位に就いた。ルイ12世はブルターニュ公領を望み、シャルル8世の妻であったフランス王妃アンヌ・ド・ブルターニュ（ブルターニュ公領相続人）と結婚するため、ジャンヌとの婚姻の無効を申請している。この許可を得るため、時のローマ教皇アレクサンデル6世に多くの好条件を申し出た（教皇の庶子チェーザレ・ボルジアにヴァランス公位を授け、フランス王族と婚姻させること、さらにローマの守備隊を提供するなど）。このような贈賄により望みどおり婚姻の無効の認定を得ることに成功している。
また イングランド王ヘンリー8世は生涯6度結婚したが、そのうち4度の結婚の婚姻を無効にしている。最初の王妃キャサリン・オブ・アラゴンについては、「兄アーサーの妻であったため、自分との結婚は重婚にあたる」として婚姻の無効を時のローマ教皇クレメンス7世に申請した。しかしキャサリンの甥にあたる神聖ローマ皇帝カール5世の横槍が入ったため認められなかった。怒ったヘンリー8世はローマ教皇と絶縁し、その後イングランド国教会が成立する端緒となった。こうしてローマ教皇庁の干渉を廃し、イングランドの教会を意のままに動かせるようになったことで、ヘンリー8世は教会にしか認められない婚姻の無効の認定を自由に受けられるようになった。以後、アン・ブーリン（後に処刑）、キャサリン・ハワード（後に処刑）、アン・オブ・クレーヴズについてそれぞれ婚姻の無効を理由に離婚し、再婚を繰り返した。